# Dar es salaam university college of education
Le Dar es salaam university college of education est un établissement d'enseignement tanzanien situé à Dar es salaam et affilié à l'Université de Dar es Salaam. Il est chargé de former des enseignants au niveau de la licence. 

## Organisation
Il est composé de trois facultés :
- la faculté des sciences humaines et sociales ;
- la faculté de l'éducation ;
- la faculté des sciences.

## Faculté de sciences humaines et sociales
C'est la faculté la plus fréquentée. Elle compte environ 2000 étudiants inscrits dans différents programmes. Elle a été établie en 2005 avec 6 départements dont géographie, kiswahili, linguistique, science politique, histoire, économie.
En 2009, 2 départements furent ajoutés notamment français et littérature.
En plus de ces départements, elle abrite deux unités :
- une unité de DS (études de développement) ;
- une unité de science de la communication.